# Parafia Niepokalanego Poczęcia Najświętszej Maryi Panny w Dubie
Parafia Niepokalanego Poczęcia Najświętszej Maryi Panny w Dubie – parafia rzymskokatolicka znajdująca się w dekanacie Tyszowce, w diecezji zamojsko-lubaczowskiej. 
Parafia była erygowana 21 maja 1922 roku dekretem biskupa Jana Dziaduskiego. 
Do parafii należą wierni z następujących miejscowości: Dub, Kadłubiska, Kotlice-Kolonia, Kotlice, Niewirków, Poddąbrowa, Rutka, Swaryczów, Śniatycze, Tomaszówka, Tuczapy
Liczba mieszkańców: 1750.

Kościoły filialne
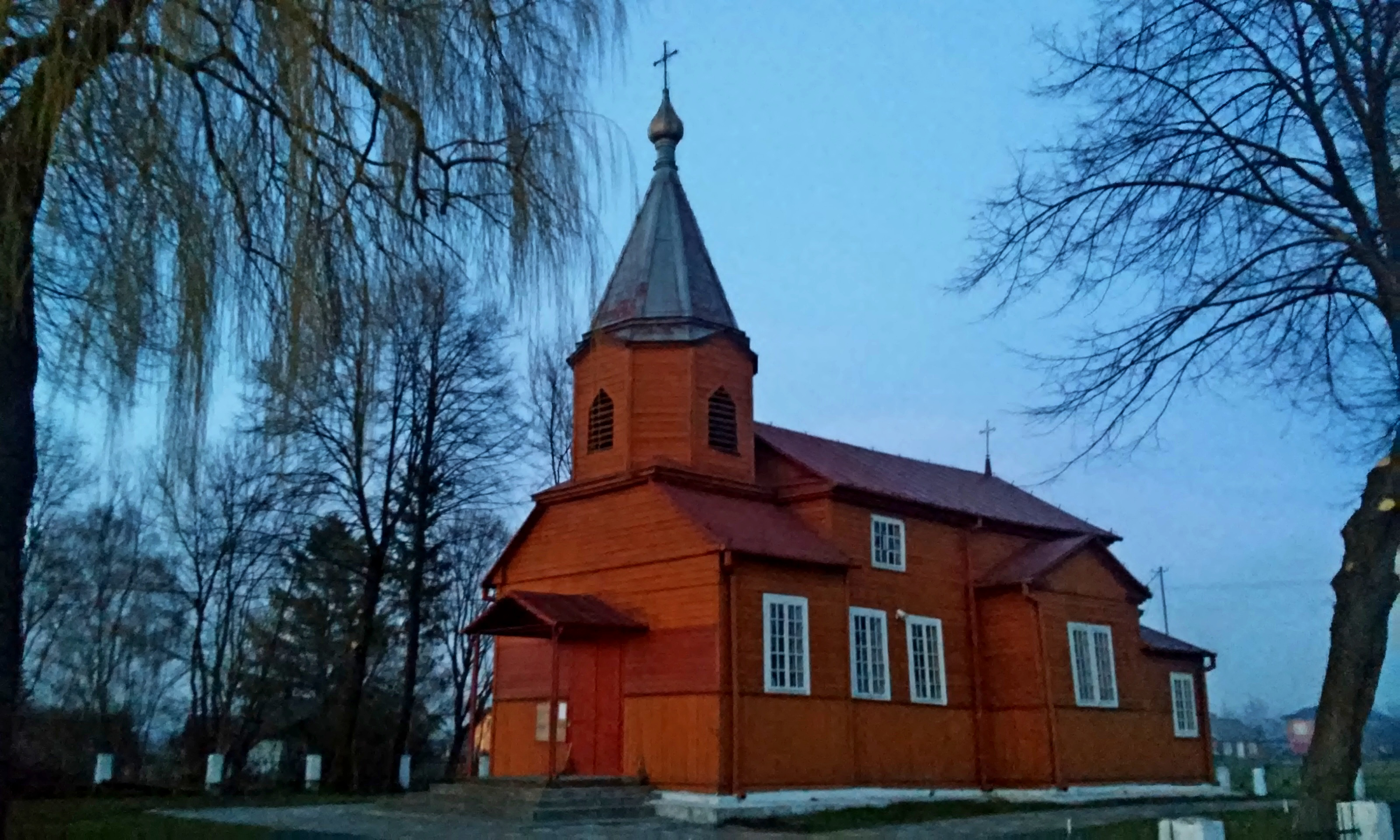
Narodzenia NMP w Niewirkowie
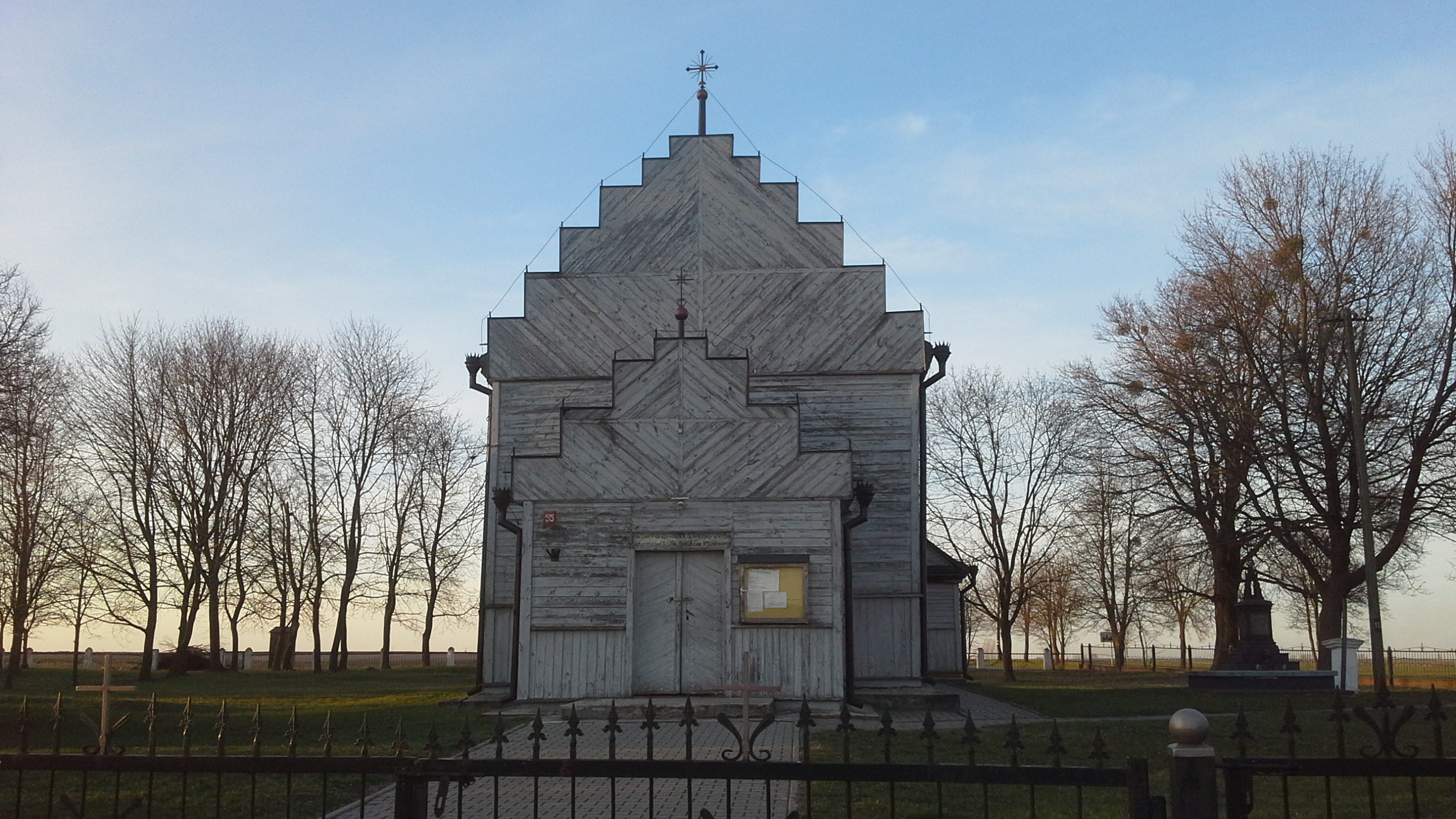
Przemienienia Pańskiego w Śniatyczach